# ウシュア・モドレゴ
ウシュア・モドレゴ・ロペス（Uxua Modrego López、2001年10月20日 - ）は、スペイン・ナバラ州ブルラーダ出身の女子ソフトボール選手（外野手）。ソフトボールスペイン代表。

## 経歴
8歳でソフトボールを始めると、すぐに頭角を現し、U-10ソフトボールスペイン代表のキャプテンを務めた。トップ代表に選出されて以降は、2019年のヨーロッパ選手権（同国史上最高タイの5位）や東京オリンピック予選などの主要国際大会を転戦し、同国代表の中心選手として活躍している。自国開催となった2023/24年のワールドカップでは注目選手の1人としてWBSCに紹介され、2023年7月19日のキューバ戦ではジリアン・トルネスからレフトオーバーのソロホームランを放った。
2020年、より高いレベルでソフトボールに専念するため、アメリカのテキサスA&M大学コマース校（テキサスA&Mコマース・ライオンズ）に進学。2022年2月19日に行われたNCAAディビジョンIIのアダムズ州立大学との試合では、4ホームラン9打点の活躍を見せた。2023年からはデラウェア州立大学（デラウェアステート・ホーネッツ）に転籍。
クラブチームでは、若い頃からバスク州オリオのOBBビスコラクに所属している。2022年にはCBSリーバスの補強選手として欧州プレミアカップに出場した。2023年からはイタリア・セリエA1のイノックス・ティーム・サロンノでもプレーしており、7月29日のミア・オフィス・ブルー・ガールス・ピアノーロとのダブルヘッダーでデビューを飾った。同年8月にはCBSサン・ボイの補強選手として欧州カップウィナーズカップに出場した。
2025年、メキシコのリーガ・メヒカーナ・デ・ソフトボル（LMS）の新設チームであるナランヘロス・ソフトボル・フェメニルに加入。

## 選手としての特徴
スペイン代表の中心選手で、同国を代表するパワーヒッター。テキサスA&M大学コマース校時代の2022年2月19日に行われたNCAAディビジョンIIでのアダムズ州立大学戦では、4打席で4ホームラン9打点を記録した。
スペイン代表での背番号は15。

## 人物・エピソード
父と兄が野球選手であったことから8歳の時にソフトボールを始めた。当時は、地元のパンプローナには野球チームしかなかったため、バスク州オリオのOBBビスコラクに入団した。
高校まではソフトボールと陸上競技（やり投）の二刀流で、やり投のU-18地域記録保持者でもある。17歳の時にはU-18ヨーロッパ選手権にも出場した。やり投選手としてのスカウティングも多かった中で、大学進学に際しスペインではマイナースポーツとされるソフトボールについて深く学ぶためにアメリカに渡り、ソフトボールに専念することを決断した。進学先として選んだテキサスA&M大学コマース校では生物学と化学を専攻した。